# Orde van Tesla
De Orde van Tesla (Servisch: Орден Тесле, Orden Tesle) was een ridderorde in Joegoslavië en Servië en Montenegro. De orde is genoemd naar de natuurkundige en uitvinder Nikola Tesla. De eenheid van magnetische fluxdichtheid, de tesla is naar hem genoemd.
Men verleent de ridderorde voor "technische en wetenschappelijke verdienste".
- Grootkruis
- Grootofficier
- Commandeur

Het kleinood is een kruisvormig vierpuntig medaillon met in het midden een gouden portret van Tesla. De ring om het medaillon is donkerblauw, de omlijsting is van goud en blauwe emaille. Als verhoging en verbinding met het lint wordt een kleine opengewerkte gouden medaille aangebracht waarop een "P" is afgebeeld.
Het lint is blauw met een gele streep langs de rand.
Orde van de Grote Joegoslavische Ster ·
Orde van de Joegoslavische Ster ·
Orde van de Joegoslavische Vlag ·
Orde van Vrijheid ·
Orde van Nationale Held ·
Orde van Held van de Socialistische Arbeid ·
Orde van Nationale Bevrijding ·
Orde van de Militaire Vlag ·
Partizanenster ·
Orde van de Republiek ·
Orde van Nationale Verdienste ·
Orde van Broederschap en Eenheid ·
Orde van het Volksleger ·
Orde voor Militaire Verdienste ·
Orde voor Dapperheid ·
Keten van de Orde van Joegoslavië ·
Orde van Verdienste van de Federale Republiek Joegoslavië ·
Orde van het Ridderzwaard ·
Orde van Nemanja ·
Orde van Njegoš ·
Orde van Vuk Karadžić ·
Orde van Tesla ·
Orde van de Arbeid ·
Orde van Dapperheid ·
Orde van Verdienste voor Defensie en Veiligheid
Zie ook: Ridderorden in Joegoslavië